# Samocice
Samocice est une localité polonaise de la gmina de Bolesław, située dans le powiat de Dąbrowa en voïvodie de Petite-Pologne.